# Nicolas Martin
Nicolas Martin   (Marsella, 23 d'octubre de 1810 - 27 d'agost de 1882) fou un musicòleg, director de cors i compositor francès del Romanticisme. Es té força informació de la seva vida artística i quasi res de la privada. Va fer els primers estudis musicals en la seva ciutat natal. Aconseguí per oposició la plaça de contrabaix de l'orquestra del Gran Teatre de Marsella, i ensems estudià harmonia. Estudià durant tres anys al Conservatori de París i ingressà com a cantor en l'Òpera, on la seva timidesa l'impedí treure profit de les seves facultats vocals. Se li confià la fundació d'una classe de solfeig per a senyoretes en el Conservatori de Marsella, la qual arribà ser de les millors de França. El 1828 fundà la societat coral Trotebas, que dirigí durant quinze anys, i per la que va compondre diverses obres. La seva Missa en sol major, constitueix una notable producció. Martin també es distingí com a bibliòfil musical, i reuní una biblioteca en que s'hi contenen tant les partitures d'autors antics i moderns així com les obres de caràcter teòric més notables que fins llavors s'havien publicat en països diferents.